# Topîla, Tomakivka
Topîla (în ucraineană Топила) este un sat în comuna Vesela Fedorivka din raionul Tomakivka, regiunea Dnipropetrovsk, Ucraina.

## Demografie
Componența lingvistică a localității Topîla
     Ucraineană (92,01%)
     Rusă (6,8%)
     Alte limbi (0,63%)
Conform recensământului din 2001, majoritatea populației localității Topîla era vorbitoare de ucraineană (92,01%), existând în minoritate și vorbitori de rusă (6,8%).